# Vaux-sur-Sûre
Vaux-sur-Sûre (wa. Li Vå-so-Seure) – miejscowość i gmina w Belgii, w Regionie Walońskim, w prowincji Luksemburg, w okręgu Bastogne. 1 stycznia 2024 roku liczyła 6269 mieszkańców.

## Podział administracyjny
W skład gminy wchodzi sześć dzielnic (section):
- Hompré
- Juseret
- Morhet
- Nives
- Sibret
- Vaux-lez-Rosières

## Współpraca
Miejscowość partnerska:
- Vaux, Francja